# Gare de Cheilly-lès-Maranges
La gare de Cheilly-lès-Maranges est une gare ferroviaire française de la ligne de Nevers à Chagny, située sur la commune de Cheilly-lès-Maranges dans le département de Saône-et-Loire et la région Bourgogne-Franche-Comté.

## Situation ferroviaire
Établie à 222 mètres d'altitude, la gare de Cheilly-lès-Maranges est située au point kilométrique (PK) 155,559 de la ligne de Nevers à Chagny entre les gares ouvertes de Saint-Léger-sur-Dheune et de Santenay-les-Bains.

## Service des voyageurs

### Accueil
Halte SNCF, c'est un point d'arrêt non géré (PANG) à entrée libre.

### Dessertes
Cheilly-lès-Maranges est desservie par des trains du réseau TER Bourgogne-Franche-Comté (ligne Montchanin - Chalon-sur-Saône).